# Verhuisdoos

Een typische verhuisdoos met handvatten en een eenvoudig te (her)sluiten deksel

Een verhuisdoos is een kartonnen doos om goederen, zoals voorwerpen uit een inboedel, te vervoeren bij een verhuizing.

## Eigenschappen
Een verhuisdoos is een veelal stevige doos, soms gemaakt uit dubbelgeplakt golfkarton. Enkelzijdig golfkarton is doorgaans minder geschikt voor verhuisdozen omdat dit minder stevigheid biedt. Een standaardafmeting voor verhuisdozen is 485 x 325 x 380 mm (L × B × H) met een inhoud van 60 liter, hoewel er soortgelijke verhuisdozen zijn met een andere maat zoals 475 x 320 x 350 mm met een inhoud van 50 liter. Goed verdeeld kan er maximaal zo'n 25 kilo in een standaardverhuisdoos, zonder dat deze kapot gaat. Er zijn speciale lage verhuisdozen voor zware objecten zoals boeken of zwaar servies.
Een verhuisdoos kan worden verkleind door tot op de gewenste hoogte de hoeken in te snijden en de zijwand als om te vouwen tot 'deksel'; vergroten kan door de flappen van de doos open te laten en aaneen te plakken met tape. In sommige verhuisdozen is met een rode band aan de binnenkant de maximale vulhoogte aangegeven. Dozen die niet helemaal vol zijn kunnen opgevuld worden met bijvoorbeeld proppen kranten en stukken karton, vlokken van piepschuim of bioplastics, flo-pack (al dan niet biologisch afbreekbare stukjes schuim), plastic luchtkussentjes of noppenfolie (bubbeltjesplastic), zodat de dozen niet inzakken en de inhoud niet verschuift tijdens het transport. Bij een breekbaar voorwerp - al dan niet extra verpakt in bijvoorbeeld bubbelplastic - kan er een laag met stukjes schuim op de bodem aangebracht worden met eventueel een extra kartonnen bodem, zodat bij neerzetten van de doos of zelfs bij een eventuele val de inhoud heel blijft.
Een verhuisdoos heeft aan weerszijden twee insnijdingen die dienen als handvatten waarmee de verhuisdoos kan worden opgetild. Bij sterkere verhuisdozen zijn deze handgrepen verstevigd met een verstevigingstape. De versterkingstape is vaak aangebracht tussen de buitenste papierbaan en de golf. 
Op de zij- en/of bovenkant van de doos kan een etiket worden geplakt waarop staat wat er in de doos zit en waar de doos naartoe moet, zodat verhuizers bij het uitladen op het nieuwe adres weten naar welk vertrek de doos moet.

## Typen vouwsysteem
De Amerikaanse vouwdoos  moet aan de onderkant voorzien worden van tape om er voor te zorgen dat de inhoud er aan de onderzijde niet uitvalt wanneer de doos wordt opgetild. Daarnaast bestaat ook nog de doos met "autolock"-bodem. Deze doos sluit zich aan de onderzijde door de vouwbeweging die men maakt om de doos uit te klappen. 

## Statiegeld
Verhuisdozen voor professionele verhuisbedrijven zijn relatief kostbaar en kunnen meermaals worden gebruikt, daarom wordt er wel statiegeld over geheven. Eenmaal afgeschreven kan een verhuisdoos bij het papier- en kartonafval.

## Alternatief
Naast de gebruikelijke verhuisdoos zijn er ook dozen bestemd voor specifieke voorwerpen, zoals boekendozen, garderobedozen en archiefdozen.
De zogenaamde bananendoos is een populair alternatief voor de verhuisdoos of boekendoos vanwege zijn stevigheid en formaat.